# Cantonul Saint-Mamert-du-Gard
Cantonul Saint-Mamert-du-Gard este un canton din arondismentul Nîmes, departamentul Gard, regiunea Languedoc-Roussillon, Franța.

## Comune
- Caveirac
- Clarensac
- Combas
- Crespian
- Fons
- Gajan
- Montagnac
- Montmirat
- Montpezat
- Moulézan
- Parignargues
- Saint-Bauzély
- Saint-Côme-et-Maruéjols
- Saint-Mamert-du-Gard (reședință)